# Ballydehob
Ballydehob (Iers: Béal an Dá Chab, betekenend mond van de twee riviervoorden) is een kustplaats in het zuidwesten van County Cork in Ierland. Het dorp had in 2016 274 inwoners.
In 2019 kreeg restaurant Chestnut een Michelinster.

## Referentie
- Dit artikel of een eerdere versie ervan is een (gedeeltelijke) vertaling van het artikel Ballydehob op de Engelstalige Wikipedia, dat onder de licentie Creative Commons Naamsvermelding/Gelijk delen valt. Zie de bewerkingsgeschiedenis aldaar.

1. ↑  (en) Béal an Dá Chab/Ballydehob. Irish Placenames Commission. Gearchiveerd op 10 oktober 2019. Geraadpleegd op 10 oktober 2019.
2. ↑  (en) Census 2016 Sapmap Area: Settlements Ballydehob. Central Statistics Office (2016). Gearchiveerd op 18 augustus 2018. Geraadpleegd op 10 oktober 2019.
3. ↑  (en) Gittens, Geraldine, "Three restaurants in Cork have been awarded a Michelin star", Irish Independent, 1 oktober 2018.